# Orpharion

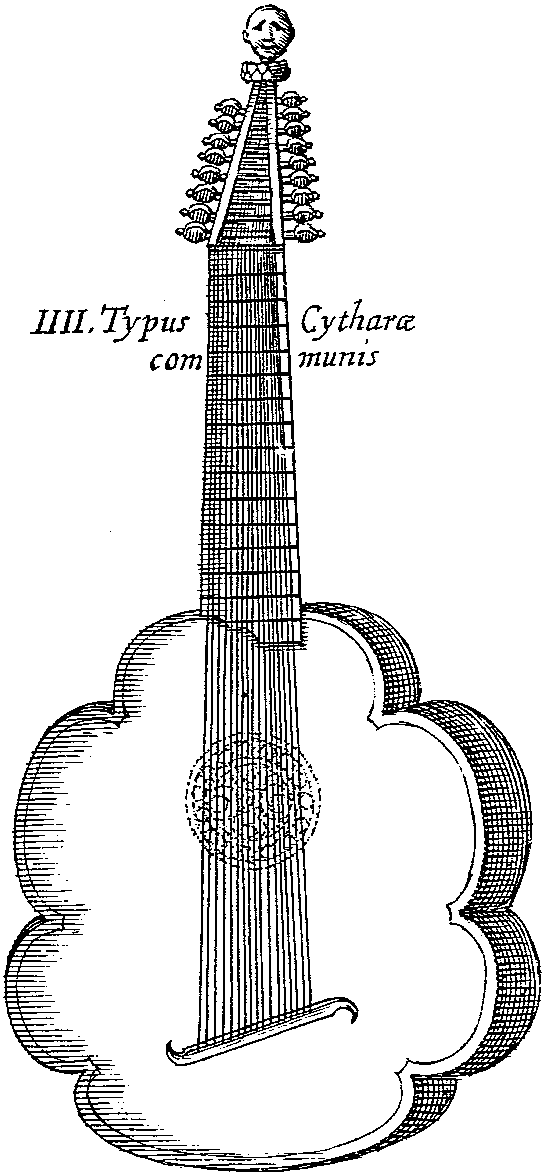
Un Orpharion, gravure de la Musurgia universalis d'Athanasius Kircher (1650)

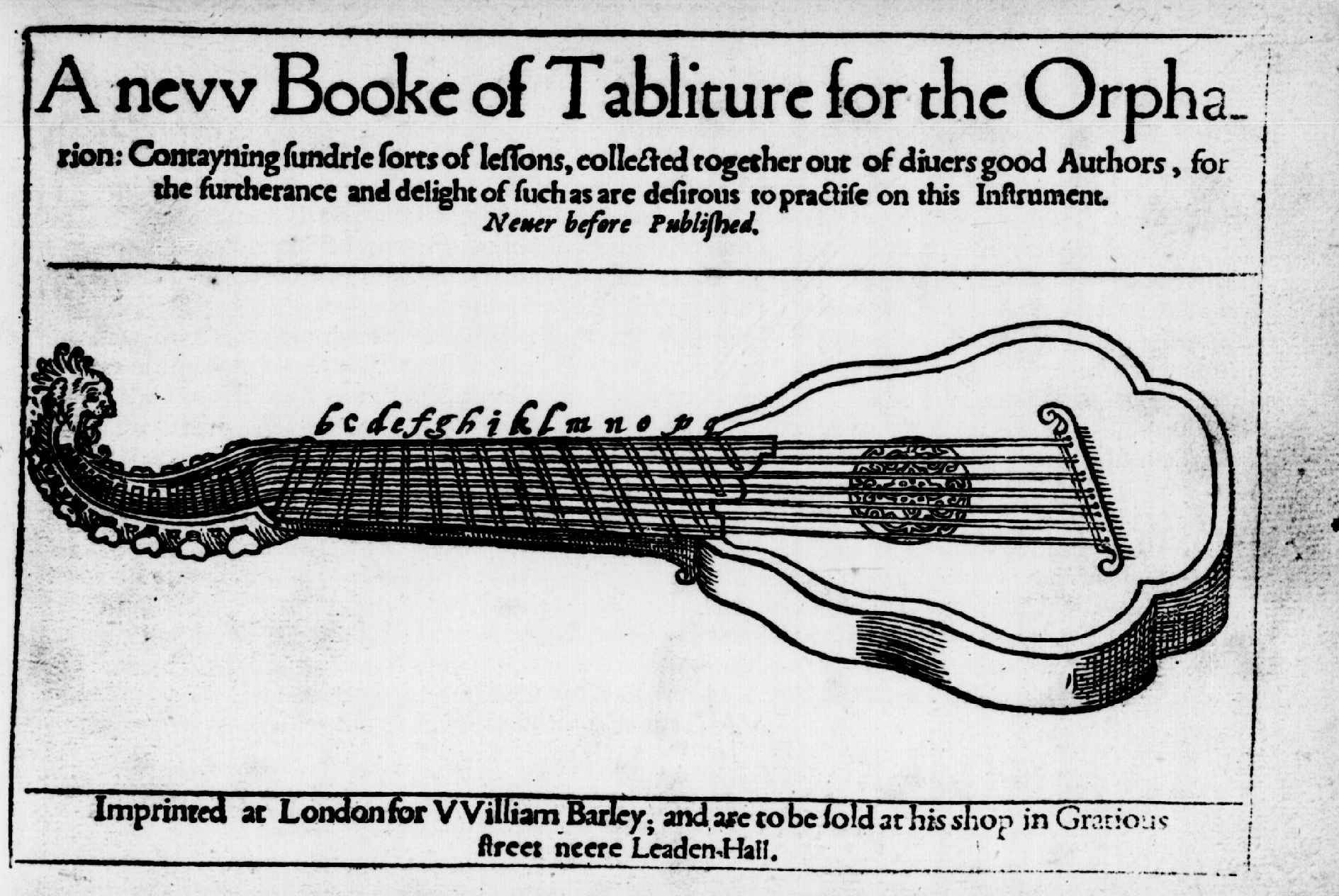
Un orpharion par John Rose, sur la première page du livre de William Barley Book of Tablature de 1596.

L’orpharion est un instrument à cordes métalliques similaire au luth : il a le même accord et le même répertoire que ce dernier. Il est apparu en Angleterre dans la seconde moitié du XVIe siècle. Son nom serait une association d’Orphée et d’Arion[réf. nécessaire]. 
L'orpharion est un instrument multidiapason : le sillet et le chevalet sont en oblique par rapport aux cordes, de manière que celles-ci soit plus courtes pour les aiguës et plus longues pour les graves. 
John Dowland le cite comme une alternative au luth pour accompagner ses chansons. William Barley a publié des pièces pour orpharion (dont deux pièces de Dowland) dans New Booke of Tabliture-1596. Dans son texte, Barley explique que, sur l’orpharion, les doigts doivent « être posés calmement sur les cordes et ne pas s’en saisir soudainement ou brusquement comme au luth : car si vous faisiez ainsi, les cordes métalliques s’entrechoqueraient et se feraient résonner l’une l’autre ».

## Sources
- (en) Cet article est partiellement ou en totalité issu de l’article de Wikipédia en anglais intitulé « Orpharion » (voir la liste des auteurs).
- Paul O’Dette dans le commentaire de son CD Dowland – Complete Lute Works, Vol 1. publié par Harmonia Mundi

1. ↑  (en) Nick Bowcott, « The Multi-scale Mystery Unraveled », sur sweetwater.com, 9 juillet 2022